# Матиясевич, Алексей Михайлович
Алексей Михайлович Матиясевич (17 сентября 1905 — 28 января 1995) — советский военный моряк-подводник, капитан дальнего плавания, полярник, гидрограф. В годы Великой Отечественной войны командовал подводной лодкой «Лембит», был представлен к присвоению звания Героя Советского Союза. Герой Российской Федерации (29.11.1995, посмертно). Почётный работник Морского флота СССР, действительный член Географического общества, член Полярной комиссии. Капитан 1-го ранга (15.12.1950).

## Биография

### Довоенные годы
Алексей Матиясевич родился 17 сентября 1905 года в семье офицера М. С. Матиясевича. Михаил Степанович отличился в войнах и дослужился до полковника, а все пять его сыновей, включая Алексея, стали впоследствии кадровыми офицерами.
Детство Алексея прошло в тяжёлые послереволюционные годы. Уже в 16 лет, в 1921 году, приписав себе полтора года возраста он без ведома родителей записался на флот. Служил матросом на буксирном пароходе «Амстердам» при переходе группы речных судов Северным морским путём из Мурманска в Красноярск, в 1922 году поступил на судоводительское отделение Киевского водного техникума, в 1927 году окончил его и поступил в Ленинградский морской техникум водных путей сообщения. После окончания учёбы в 1931 году и до 1934 года ходил в качестве штурмана, помощника капитана, старпома, капитана на кораблях Дальневосточного морского пароходства. С 1934 по 1940 годы плавал на судах Балтийского морского пароходства. Получил диплом капитана дальнего плавания.
В 1936 году в качестве старшего помощника капитана ледокольного парохода «Анадырь» участвовал в особой экспедиции под руководством О. Ю. Шмидта по проведению эсминцев «Сталин» и «Войков» из Кронштадта во Владивосток Северным морским путём. За успешное выполнение задания награждён орденом «Знак Почёта» (указ от 25 февраля 1937 года).
В 1937 году в должности старпома ледокольного парохода «Моссовет» Алексей Матиясевич участвовал в переходе из Мурманска в Петропавловск-Камчатский по Северному морскому пути за одну навигацию. На обратном пути шедший рекордными темпами пароход, взявший на Камчатке большой запас угля, по приказу руководства задержался во льдах для помощи другим судам, несмотря на благоприятные условия для завершения своего похода. В итоге «Моссовет» остался во льдах на зимовку вместе с ними. Учтя это, командование посчитало переход выполненным. Таким образом были получены доказательства, что Северный морской путь проходим в обоих направлениях в течение одной навигации.
В мае-июле 1940 года участвовал в экспедиции по переводу закупленных в Голландии судов из Роттердама в Ленинград, во время этой командировки Голландия была захвачена гитлеровцами. В связи с оформлением документов у оккупационного правительства и установкой новой морской рации отправка судов сильно задержалась. Перед выходом в море немецкий офицер сообщил советским морякам радиочастоты для связи «в случае неприятностей». В пути караван, шедший с ясными обозначениями нейтральной страны, был обстрелян самолётом с британскими опознавательными знаками, но предложенными частотами советские моряки не воспользовались. Неизвестно, был ли это действительно британский самолёт или имела место немецкая провокация.
В ноябре 1940 года тридцатипятилетний моряк с двадцатилетним стажем Алексей Матиясевич призван в РККФ, успешно прошёл медкомиссию и был направлен на Высшие специальные курсы командного состава Краснознамённого учебного отряда подводного плавания (КУОПП) имени С. М. Кирова, которые успешно окончил в 1941 году уже после начала войны.

### Участие в войне
Сразу после окончания курсов командиров-подводников, А. М. Матиясевич был 25 июля 1941 года назначен на должность старшего помощника подводного минного заградителя «Лембит» под командованием В. А. Полещука. Лодка ранее входила в ВМС Эстонии и была построена в Великобритании, поэтому даже опытным морякам приходилось заново изучать механизмы корабля. Матиясевич под руководством более опытных подводников в ходе каждодневных инспекций и самостоятельных занятий быстро освоил устройство и особенности лодки, став надёжным и грамотным специалистом. Вскоре после того, как В. А. Полещук был назначен командующим дивизиона, А. М. Матиясевич 30 августа 1941 года был назначен командиром «Лембита» и бессменно оставался им до 1946 года.
Зимой 1941—1942 годов А. М. Матиясевич в условиях блокадного Ленинграда организовал работы по ремонту «Лембита», ввиду отсутствия мин английского образца выдвинул инициативу о переделке минных шахт субмарины под советские мины. Опыт полярных походов и зимовок чрезвычайно помог Алексею Михайловичу в те месяцы: организованное в нарушение противопожарных норм камельковое отопление лодки тремя печками-буржуйками оказалось полностью безопасным и спасло оборудование корабля от замерзания и выхода из строя. Истории о тяготах северных зимовок и о суровой жизни в условиях крайнего севера, рассказываемые капитаном, поддерживали настроения в команде на высоком уровне. К кампании 1942 года экипаж Матиясевича подошёл с боевым настроением и в полной боевой готовности.
14 сентября 1942 года после успешной двойной торпедной атаки «Лембит» подвергся особенно ожесточённой атаке сил ПЛО, в результате которой произошёл мощный взрыв в аккумуляторной батарее командного отсека и начался пожар. Как правило, в такой ситуации даётся команда на всплытие. Капитан мгновенно оценил обстановку, отдал распоряжения по тушению пожара и эвакуации раненных, успешно организовав борьбу за живучесть. Необнаруженная лодка легла на дно, последствия повреждений устранялись в течение суток. Корабль успешно вернулся на базу на одной аккумуляторной батарее, погибших не было.
За тот поход многие лембитовцы были награждены орденами и медалями. За 4 боевых похода, в первых трёх из которых на минах «Лембита» подорвались и затонули 2 транспорта, а в последнем из которых было потоплено 3 транспорта противника, командир корабля А. Матиясевич был представлен 22 октября 1942 года к званию Героя Советского Союза, но не получил эту награду и указом Президиума Верховного Совета СССР от 22.02.1943 года награждён орденом Ленина.
Подводный минный заградитель «Лембит» под командованием А. М. Матиясевича был награждён 6 марта 1945 года Орденом Красного Знамени.
За время войны «Лембит» под командованием А. М. Матиясевича провёл в море 93 суток, совершил пять минных постановок, выставив 100 мин, провёл 8 торпедных атак (выпущено 13 торпед). По подсчётам командования Балтийского флота, торпедами лодки А. Матиясевича было потоплено 6 транспортов, на минах погибли 11 судов (2 тральщика, 3 сторожевых корабля, противолодочный корабль, посыльное судно, буксир, 3 транспорта) и 4 транспорта повреждены, а подводная лодка U-479 потоплена в результате столкновения. Встречается и более высокое число потопленных и повреждённых Матиясевичем кораблей и судов противника — 22 и даже 25. По современным данным, подтверждённым документами обеих сторон и опубликованным в исследовании А. Платонова и В. Лурье результативности советского подводного флота в годы войны, за 1941—1945 годы под командованием Матиясевича «Лембит» потопил торпедами датский пароход в 2414 тн водоизмещения (13 октября 1944), повредил немецкий тральщик (15 октября 1944), предположительно потопил немецкую подлодку U-479 (12 декабря 1944 года) в результате столкновения в подводном положении (по немецким данным, U-479 считается пропавшей без вести с 15 ноября 1944 года), на минах «Лембита» подтверждается потопление 6 единиц (4 судна и 2 корабля).

### Послевоенная служба
До 1946 года А. М. Матиясевич оставался в должности командира «Лембита».
Затем, до августа 1947 года командовал подводной лодкой  Щ-303 («Ёрш»). С августа 1947 по апрель 1948 года командовал дивизионом строящихся и ремонтирующихся подводных лодок. С апреля 1948 года по февраль 1950 года командовал экспериментальной подводной лодкой с двигателем единого хода «М-401». В октябре 1949 года на лодке произошёл пожар, в результате грамотных действий командира и экипажа возгорание было быстро ликвидировано.
С октября 1950 года по ноябрь 1955 года А. М. Матиясевич служил старшим преподавателем курсов высшего командного состава КУОПП им. С. Кирова, которые сам когда-то окончил. В ноябре 1955 года уволен в запас.
На гражданской службе до 1981 года водил корабли, занимался гидрографическими изысканиями, работал старшим лоцманом в Ленинградском порту. Награждён знаком «Почётный работник Морского флота СССР». Являлся действительным членом Географического общества, членом Полярной комиссии.
В 1981 году в возрасте 76 лет ушёл на пенсию. Продолжал участвовать в ветеранском движении, был избран почётным членом Президиума объединённого Совета ветеранов-подводников ВМФ. В ноябре 1984 года ленинградские моряки-ветераны подали ходатайство о присвоении А. М. Матиясевичу звания Героя Советского Союза, получив ответ, что в связи с запланированным в 1985 году награждением всех участников войны орденами Отечественной войны представления к иным наградам рассматриваться не будут.
В 1994 году ветеранская организация Санкт-Петербурга вновь подала ходатайство о присвоении А. М. Матиясевичу звания Героя Российской Федерации на основании архивного представления от 1942 года.
Алексей Матиясевич не дожил до присвоения звания Героя, скончавшись 28 января 1995 года в Санкт-Петербурге на девяностом году жизни. Похоронен на Серафимовском кладбище (Дубовый участок).
Сослуживцы и знакомые вспоминали его как скромного, учтивого человека, не склонного к самовосхвалению, не терпевшего пустозвонства и преувеличения боевых успехов, как своих, так и чужих.

Контр-адмирал В. С. Козлов пишет, что звание Героя Матиясевичу не было присвоено своевременно из-за его критики «Атаки века», в которой «С-13» потопила немецкий транспорт «Вильгельм Густлофф». Сам Матиясевич писал:
… потеря большого количества подводников решающего значения в то время для подводного флота уже не имела… запланированного вступления в строй новых лодок XXI и XXIII серий, для которых готовились кадры подводников, не произошло…

### Награды
- Герой Российской Федерации (29.11.1995, посмертно)
- Орден Ленина (22.02.1943 год)[7];
- Орден Красного Знамени (26.05.1945)[12][12];
- Два ордена Отечественной войны 1-й степени (22.12.1944, 11.03.1985[13][13].);
- Орден Ушакова 2 степени (22.10.1944)[14];
- Орден Нахимова 2-й степени (1945)[15]
- Орден Красной Звезды (15.04.1942);
- Орден Знак Почета (25.02.1937);
- Медаль «За боевые заслуги» (13.06.1952);
- Медаль «За оборону Ленинграда» (1943);
- Медаль «За взятие Кёнигсберга» (1946)[16];
- Ряд других медалей СССР.

## Сочинения
- Матиясевич А. М. По морским дорогам. — Л.: Лениздат, 1978. — 240 с.[17]
- Матиясевич А. М. В глубинах Балтики. 21 подводная победа. — переиздание книги «По морским дорогам». — М.: Яуза, Эксмо, 2007. — 320 с. — ISBN 978-5-699-23856-9.

## Сноски и источники
1. 1 2  Library of Congress Authorities (англ.) — Library of Congress.
2. ↑  Указ Президента Российской Федерации от 29 ноября 1995 г. № 1192 «О награждении государственными наградами Российской Федерации активных участников Великой Отечественной войны 1941-1945 годов». // —Собрание законодательства Российской Федерации. — 4 декабря 1995 г. — № 49. — Ст. 4783.
3. ↑  Белова И., Старикова О. Подводники — Герои Советского Союза. Матиясевич Алексей Михайлович. // Морской сборник. — 2006. — № 4. — С. 85—87.
4. ↑  Чернавин В. А. Матиясевич. // Морской сборник. — 1996. — № 3. — С.28.
5. ↑  По ряду публикаций, это произошло 13 октября, по другим публикациям — Матиясевич официально вступил в должность командира в октябре 1941 года.
6. ↑  Балабин В. В. Подводные лодки зарубежных проектов в отечественном флоте. — М.: Наука, 2008. — 154 с. — ISBN 978-5-02-034108-1. — С.125—132.
7. 1 2  Память народа :: Документ о награде :: Матиясевич Алексей Михайлович, Герой Советского Союза (Орден Ленина и медаль «Золотая звезда»). pamyat-naroda.ru. Дата обращения: 1 мая 2016. Архивировано 2 июня 2016 года.
8. ↑  Алексей Матиясевич. В глубинах Балтики. 21 подводная победа. — переиздание книги «По морским дорогам». — М.: Яуза, Эксмо, 2007. — С. 6. — 320 с. — ISBN 978-5-699-23856-9. Архивировано 5 августа 2016 года.
9. ↑  Залесский К. А. Кригсмарине. Военно-морской флот Третьего рейха. — М.: Яуза, 2005. — ISBN 5-699-10354-6. — С. 532.
10. ↑  Платонов А. В., Лурье В. М. Командиры советских подводных лодок 1941—1945 гг. — СПб.: «Галея-принт», 1999. — С.19, 47, 52, 75, 84, 92, 98, 99.
11. ↑  Чефонов И. Бессмертная субмарина. // Морской сборник. — 1991. — № 5. — С.38—46.
12. 1 2  Память народа :: Документ о награде :: Матиясевич Алексей Михайлович, Орден Красного Знамени. pamyat-naroda.ru. Дата обращения: 1 мая 2016. Архивировано 2 июня 2016 года.
13. 1 2  Память народа :: Документ о награде :: Матиясевич Алексей Михайлович, Орден Отечественной войны I степени. pamyat-naroda.ru. Дата обращения: 1 мая 2016. Архивировано 2 июня 2016 года.
14. ↑  Память народа :: Документ о награде :: Матиясевич Алексей Михайлович, Орден Ушакова II степени. pamyat-naroda.ru. Дата обращения: 1 мая 2016. Архивировано 2 июня 2016 года.
15. ↑  По другим данным, к награждению этим орденом А. Матиясевич был только представлен, но не награждён, приказа о награждении в ОБД «Память народа» не имеется.
16. ↑  Память народа :: Документ о награде :: Матиясевич Алексей Михайлович, Медаль «За победу над Германией в Великой Отечественной войне 1941–1945 гг.» pamyat-naroda.ru. Дата обращения: 1 мая 2016. Архивировано 2 июня 2016 года.
17. ↑  В 1981 году книга была переиздана издательством «Ээсти раамат» в Таллине.